# Jan Ekholm
Jan Ekholm (Söderhamn, 3 december 1969) is een Zweeds voormalig voetballer die speelde als doelman.

## Carrière
Ekholm speelde voor Söderhamns FF en IFK Sundsvall.
Hij speelde vier interlands op de Olympische Spelen 1992 voor Zweden.
1 Ekholm ·
2 Johansson ·
3 Björklund ·
4 Apelstav ·
5 Alexandersson ·
6 Mild ·
7 P. Andersson  ·
8 Landberg ·
9 Furth ·
10 Rödlund ·
11 Brolin ·
12 Svensson ·
13 Jansson ·
14 Moberg ·
15 Lilius ·
16 Nilsson ·
17 A. Andersson ·
18 Simpson ·
19 Gudmundsson ·
20 Axeldal ·
Coach: N. Andersson